# رومن رادف
رومن رادف (بلغاری: Румен Георгиев Радев؛ زادهٔ ۱۸ ژوئن ۱۹۶۳) سیاست‌مدار و پنجمین رئیس‌جمهور بلغارستان و فرمانده کل ارتش بلغارستان است. اقامتگاه رسمی رئیس‌جمهور در بویانا رزیدنس، صوفیه است. پس از پایان مرحله دوم رای‌گیری، رومن رادف در ۱۳ نوامبر ۲۰۱۶ به عنوان رئیس‌جمهور بلغارستان انتخاب شد.
در بلغارستان، نقش رئیس‌جمهور در درجه اول به عنوان یک شخصیت نمادین است و وظیفه اصلی رئیس‌جمهور این است که «داور» اختلافات بین نهادهای مختلف بلغارستان باشد. آنها رئیس دولت یا بخشی از قوه مجریه کشور محسوب نمی‌شوند. رئیس‌جمهور برای یک دوره پنج ساله انتخاب می‌شود که فقط یک بار قابل تمدید است. پس از اینکه یک فرد دو دوره به عنوان رئیس‌جمهور فعالیت کرد، آن فرد برای همیشه از انتخاب مجدد به ریاست جمهوری بر اساس قوانین تعیین شده در قانون اساسی بلغارستان منع می‌شود. رئیس‌جمهور همه ساله در شب سال نو، درست لحظاتی قبل از آغاز سال جدید، در تلویزیون ملی برای ملت سخنرانی می‌کند.